# أوبيرف
أوبريف بلدية في إقليم المارن العليا في منطقة غراند إيست في شمال شرق فرنسا. يتدفق نهر أوجون غربًا عبر الجزء الشمالي الشرقي من البلدية. يشكل نهر أوب جزءًا من الحدود الجنوبية للبلدية، ثم يتدفق باتجاه الشمال الغربي عبر الجزء الغربي من البلدية  حيث يعبر القرية.
1. 1 2  الدليل الجغرافي للبلديات، المعهد الجغرافي الوطني، QID:Q20894925
2. ↑   (بالفرنسية). المعهد الوطني للإحصاء والدراسات الاقتصادية. 28 Dec 2023 https://www.insee.fr/fr/statistiques/7725600?geo=COM-52023. {{استشهاد ويب}}: الوسيط |title= غير موجود أو فارغ (help)
3. ↑  GeoNames (بالإنجليزية), 2005, QID:Q830106